# Emma Wareus
Emma Wareus (sinh ngày 28 tháng 7 năm 1990 tại Gaborone)  là một người mẫu và nữ hoàng sắc đẹp Botswana, người đã đưa Á hậu 1 đến Hoa hậu Thế giới 2010  vào ngày 30 tháng 10 năm 2010 tại Tam Á, Trung Quốc. Đây là vị trí cao nhất cho một người phụ nữ từ đất nước của mình trong lịch sử của cuộc thi. Và vị trí cao nhất của một nữ hoàng sắc đẹp Botswana kể từ khi Mpule Kwelagobe giành chiến thắng Hoa hậu Hoàn vũ 1999. Cô tốt nghiệp trường trung học Rainbow năm 2008.